# Seznam hrvaških apostolskih nuncijev
Seznam hrvaških apostolskih nuncijev. Apostolski nuniciji so po redu duhovniškega posvečenja škofje, po hierarhičnem nazivu pa naslovni nadškofje.

## Seznam
| #  | Slika                     | Ime             | Rojen, umrl                                | Škofovsko posvečenje                                           | Naslovna nadškofija | Apostolska nunciatura    | Začetek            | Konec            |
| -- | ------------------------- | --------------- | ------------------------------------------ | -------------------------------------------------------------- | ------------------- | ------------------------ | ------------------ | ---------------- |
| 1. | Klikni za spremembo slike | Josip Uhač      | 20. julij 1924, Brseč 18. januar 1998, Rim | 5. september 1970, Viktor Burić (nadškof Reke)                 | Tharros             | Pakistan                 | 23. junij 1970     | 7. oktober 1976  |
| 1. | Klikni za spremembo slike | Josip Uhač      | 20. julij 1924, Brseč 18. januar 1998, Rim | 5. september 1970, Viktor Burić (nadškof Reke)                 | Tharros             | Kamerun                  | 7. oktober 1976    | 3. junij 1981    |
| 1. | Klikni za spremembo slike | Josip Uhač      | 20. julij 1924, Brseč 18. januar 1998, Rim | 5. september 1970, Viktor Burić (nadškof Reke)                 | Tharros             | Ekvatorialna Gvineja     | 7. oktober 1976    | 3. junij 1981    |
| 1. | Klikni za spremembo slike | Josip Uhač      | 20. julij 1924, Brseč 18. januar 1998, Rim | 5. september 1970, Viktor Burić (nadškof Reke)                 | Tharros             | Gabon                    | 15. januar 1977    | 3. junij 1981    |
| 1. | Klikni za spremembo slike | Josip Uhač      | 20. julij 1924, Brseč 18. januar 1998, Rim | 5. september 1970, Viktor Burić (nadškof Reke)                 | Tharros             | DR Kongo                 | 3. junij 1981      | 3. avgust 1984   |
| 1. | Klikni za spremembo slike | Josip Uhač      | 20. julij 1924, Brseč 18. januar 1998, Rim | 5. september 1970, Viktor Burić (nadškof Reke)                 | Tharros             | Nemčija                  | 3. avgust 1984     | 21. junij 1991   |
| 2. | Klikni za spremembo slike | Nikola Eterović | 20. januar 1951, Pučišća                   | 10. julij 1999, Angelo Sodano (vatikanski državni tajnik)      | Sisak Cibalae       | Ukrajina                 | 22. maj 1999       | 11. februar 2004 |
| 2. | Klikni za spremembo slike | Nikola Eterović | 20. januar 1951, Pučišća                   | 10. julij 1999, Angelo Sodano (vatikanski državni tajnik)      | Sisak Cibalae       | Nemčija                  | 21. september 2013 |                  |
| 3. | Klikni za spremembo slike | Martin Vidović  | 15. julij 1953, Vidonje                    | 21. november 2004, Angelo Sodano (vatikanski državni tajnik)   | Nin                 | Belorusija               | 15. september 2004 | 15. julij 2011   |
| 4. | Klikni za spremembo slike | Petar Rajič     | 12. junij 1959, Toronto                    | 23. januar 2010, Tarcisio Bertone (vatikanski državni tajnik)  | Sarsenterum         | Kuvajt                   | 2. december 2009   | 27. marec 2010   |
| 4. | Klikni za spremembo slike | Petar Rajič     | 12. junij 1959, Toronto                    | 23. januar 2010, Tarcisio Bertone (vatikanski državni tajnik)  | Sarsenterum         | Bahrajn                  | 2. december 2009   | 27. marec 2010   |
| 4. | Klikni za spremembo slike | Petar Rajič     | 12. junij 1959, Toronto                    | 23. januar 2010, Tarcisio Bertone (vatikanski državni tajnik)  | Sarsenterum         | Katar                    | 2. december 2009   | 27. marec 2010   |
| 4. | Klikni za spremembo slike | Petar Rajič     | 12. junij 1959, Toronto                    | 23. januar 2010, Tarcisio Bertone (vatikanski državni tajnik)  | Sarsenterum         | Arabski polotok          | 2. december 2009   | 27. marec 2010   |
| 4. | Klikni za spremembo slike | Petar Rajič     | 12. junij 1959, Toronto                    | 23. januar 2010, Tarcisio Bertone (vatikanski državni tajnik)  | Sarsenterum         | Jemen                    | 27. marec 2010     | 15. junij 2015   |
| 4. | Klikni za spremembo slike | Petar Rajič     | 12. junij 1959, Toronto                    | 23. januar 2010, Tarcisio Bertone (vatikanski državni tajnik)  | Sarsenterum         | Združeni arabski emirati | 27. marec 2010     | 15. junij 2015   |
| 4. | Klikni za spremembo slike | Petar Rajič     | 12. junij 1959, Toronto                    | 23. januar 2010, Tarcisio Bertone (vatikanski državni tajnik)  | Sarsenterum         | Angola                   | 15. junij 2015     | 15. junij 2019   |
| 4. | Klikni za spremembo slike | Petar Rajič     | 12. junij 1959, Toronto                    | 23. januar 2010, Tarcisio Bertone (vatikanski državni tajnik)  | Sarsenterum         | Sveti Tomaž in Princ     | 15. junij 2015     | 15. junij 2019   |
| 4. | Klikni za spremembo slike | Petar Rajič     | 12. junij 1959, Toronto                    | 23. januar 2010, Tarcisio Bertone (vatikanski državni tajnik)  | Sarsenterum         | Litva                    | 15. junij 2019     | 11. marec 2024   |
| 4. | Klikni za spremembo slike | Petar Rajič     | 12. junij 1959, Toronto                    | 23. januar 2010, Tarcisio Bertone (vatikanski državni tajnik)  | Sarsenterum         | Estonija                 | 6. avgust 2019     | 11. marec 2024   |
| 4. | Klikni za spremembo slike | Petar Rajič     | 12. junij 1959, Toronto                    | 23. januar 2010, Tarcisio Bertone (vatikanski državni tajnik)  | Sarsenterum         | Latvija                  | 6. avgust 2019     | 11. marec 2024   |
| 4. | Klikni za spremembo slike | Petar Rajič     | 12. junij 1959, Toronto                    | 23. januar 2010, Tarcisio Bertone (vatikanski državni tajnik)  | Sarsenterum         | Italija                  | 11. marec 2024     |                  |
| 4. | Klikni za spremembo slike | Petar Rajič     | 12. junij 1959, Toronto                    | 23. januar 2010, Tarcisio Bertone (vatikanski državni tajnik)  | Sarsenterum         | San Marino               | 11. marec 2024     |                  |
| 5. | Klikni za spremembo slike | Ante Jozić      | 16. januar 1967, Trilj                     | 16. september 2020, Pietro Parolin (vatikanski državni tajnik) | Cissa               | Slonokoščena obala       | 2. februar 2019    | 28. oktober 2019 |
| 5. | Klikni za spremembo slike | Ante Jozić      | 16. januar 1967, Trilj                     | 16. september 2020, Pietro Parolin (vatikanski državni tajnik) | Cissa               | Belorusija               | 21. maj 2020       | 28. junij 2024   |
| 5. | Klikni za spremembo slike | Ante Jozić      | 16. januar 1967, Trilj                     | 16. september 2020, Pietro Parolin (vatikanski državni tajnik) | Cissa               | Gruzija                  | 28. junij 2024     |                  |
| 5. | Klikni za spremembo slike | Ante Jozić      | 16. januar 1967, Trilj                     | 16. september 2020, Pietro Parolin (vatikanski državni tajnik) | Cissa               | Armenija                 | 28. junij 2024     |                  |